# Episodi di Gli Abissi (prima stagione)
La prima stagione della serie animata Gli Abissi è stata interamente pubblicata a livello internazionale nel 2016 e in Italia nel 2017.
| nº | Titolo originale          | Titolo italiano              | Data USA          | Data Italia    |
| -- | ------------------------- | ---------------------------- | ----------------- | -------------- |
| 1  | Here Be Dragons           | In mezzo ai draghi           | 1º gennaio 2016   | 4 maggio 2017  |
| 2  | The Dark Orca             | L'orca nera                  | 16 gennaio 2016   | 5 maggio 2017  |
| 3  | A.I.M.Y.                  | A.I.M.Y.                     | 23 gennaio 2016   | 6 maggio 2017  |
| 4  | Digging Deeper            | Scavando in profondità       | 30 gennaio 2016   | 7 maggio 2017  |
| 5  | The Devil's Sea Mystery   | Mistero nel mare del Diavolo | 6 febbraio 2016   | 8 maggio 2017  |
| 6  | Lonesome Jim              | Jim il solitario             | 13 febbraio 2016  | 9 maggio 2017  |
| 7  | Captured                  | Catturati                    |                   | 10 maggio 2017 |
| 8  | The Test                  | La prova                     |                   | 11 maggio 2017 |
| 9  | Fossil                    | Il fossile                   |                   | 12 maggio 2017 |
| 10 | Colossal Squid            | Il calamaro colossale        |                   | 13 maggio 2017 |
| 11 | Monster Hunter            | Il cacciatore di mostri      |                   | 14 maggio 2017 |
| 12 | The Phantom Sub           | Il fantasma subacqueo        |                   | 15 maggio 2017 |
| 13 | Tunnel                    | Il tunnel                    |                   | 16 maggio 2017 |
| 14 | The Abyss Stares Back     | Faccia a faccia con l'abisso |                   | 17 maggio 2017 |
| 15 | Treasure of the Islanders | Il tesoro degli isolani      |                   | 18 maggio 2017 |
| 16 | The Junior Nektons        | I piccoli Nekton             |                   | 19 maggio 2017 |
| 17 | The Sunken Gallery        | La galleria sommersa         |                   | 20 maggio 2017 |
| 18 | The Field of Giants       | Il campo dei giganti         |                   | 21 maggio 2017 |
| 19 | The Proteus Factor        | Proteus                      |                   | 22 maggio 2017 |
| 20 | The Song of the Siren     | Il canto della sirena        |                   | 23 maggio 2017 |
| 21 | Bad Luck Fish             | Il pesce della malasorte     |                   | 24 maggio 2017 |
| 22 | Strange Migration         | Una strana migrazione        |                   | 25 maggio 2017 |
| 23 | Bloop                     | Bloop                        |                   | 26 maggio 2017 |
| 24 | The Twilight Zone         | Ai confini della realtà      | 27 settembre 2016 | 27 maggio 2017 |
| 25 | Loki's Castle             | Il castello di Loki          | 4 ottobre 2016    | 28 maggio 2017 |
| 26 | Tartaruga                 | La tartaruga                 | 11 ottobre 2016   | 29 maggio 2017 |

## In mezzo a i draghi
La famiglia Nekton indaga sulle segnalazioni di un mostro marino nei pressi della Groenlandia e incontra una gigantesca creatura simile a un plesiosauro nei pressi di una fossa oceanica. Sbarcati, incontrano un vecchio di nome Nereus, che dice ad Ant che il mostro custodisce un segreto e suggerisce loro di andare a cercarlo. Esplorando la tana della creatura, i nekton trovano il Chronicle of the Deep, uno strano tipo di pergamena, e, dopo una fuga per un pelo dal mostro e dalla chiusura della fossa oceanica, scoprono che potrebbe contenere indizi sulla posizione della perduta Lemuria.

## L'orca nera
I Nekton visitano il Mercato Nero Galleggiante per incontrare Dolos, che credono possa essere in grado di tradurre alcuni simboli delle Chronicle of the Deep. Nel frattempo, il pirata Capitan Hammerhead del sottomarino Orca Nera decide che i Nekton stanno cercando un tesoro o ne sono già in possesso e si mette all'inseguimento. I Nekton seguono la pista fornita loro da Dolos, trovano una grotta con uno strano simbolo sul tetto e riescono a sfuggire a Hammerhead.

## A.I.M.Y.
Il Professor Fiction integra un'intelligenza artificiale, chiamata A.I.M.Y., nell'Aronnax e nell'altro equipaggiamento dei Nekton per "aiutare e proteggere" i Nekton. Sfortunatamente, diventa iperprotettiva, poi insensibile, e cerca di impedire loro di effettuare un salvataggio, ritenendolo troppo pericoloso. Dopo che gli viene detto che la sua idea di "protezione" non è "aiuto", si spegne, incapace di conciliare i suoi obiettivi.

## Scavando in profondità
È il giorno prima del compleanno di Ant, e il Capitano di una nave cargo chiede aiuto ai Nekton per recuperare un generatore finito in fondo alla fossa delle Marianne. Tuttavia, in realtà sta contrabbandando un'arma, e un clandestino si intrufola sull'Aronnax per cercare di impadronirsi del sottomarino dopo il recupero dell'arma. Dopo aver seppellito l'arma sotto il fondale marino, rendendo così ancora più profonda la parte più profonda dell'oceano, Ant si concede un regalo di compleanno nella fossa delle Marianne.

## Mistero nel mare del Diavolo
I Nekton fanno visita a Kenji Nokumura, un eremita che vive su un'isola nel mare del Diavolo, che sostiene che gli "alieni" hanno rubato il frigorifero e in seguito la cisterna dell'acqua. Mentre indagano su uno strano oggetto nelle vicinanze, Will viene rapito. Seguono l'oggetto fino a una grotta dove trovano una colonia di paguri giganti bioluminescenti, il più grande dei quali usa il rover dei Nekton come nuova conchiglia. Si scopre che i paguri stavano usando il frigorifero e la cisterna dell'acqua di Kenji come conchiglie, insieme a un mini-sottomarino, tubi dell'acqua in cemento e qualsiasi altro oggetto cavo riuscissero a trovare.

## Jim il solitario
Jim il solitario è l'ultima tartaruga sopravvissuta dell'isola di Floreana. La speranza per la specie si riapre quando Bob Gorman e sua figlia, Jess, trovano una seconda tartaruga dell'isola di Floreana, Eve, e la portano dai Nekton. Vanno tutti sull'isola di Floreana e la presentano a Jim, ma entrambe le tartarughe scompaiono durante la notte. Vengono rintracciate nella casa sottomarina di un ricco uomo d'affari, Sebastian Conger, dove si scopre che la seconda tartaruga era un robot. Conger imprigiona Kaiko e Will, ma Ant e Fontaine si intrufolano a bordo, li liberano e scappano con le tartarughe mentre l'Autorità Mondiale degli Oceani si avvicina a Conger. Lasciano Eve con Jim per tenergli compagnia.

## Catturati
Il capitano Hammerhead cattura i Nekton dopo averli attirati con una falsa richiesta di aiuto, poiché vuole il Chronicle of the Deep. Tuttavia, Ant e Fontaine riescono a fuggire. Ant sabota l'Orca Nera, ma viene interrotto da Madeline, che accidentalmente ne causa l'affondamento. I pirati, seppur riluttanti, si alleano con i Nekton e salvano l'Orca Nera.

## La prova
I Guardiani organizzano una prova per determinare se i Nekton debbano essere aiutati a interpretare il Chronicle of the Deep. Nereus sale a bordo del Aronnax e, attraverso il Chronicle of the Deep, parla ai Nekton dell'Ephemycron, un antico computer di navigazione che sfruttando determinanti punti di riferimento indicherebbe la strada per Lemuria. Ant sembra avere una straordinaria capacità di trovare soluzioni a varie sfide. ma la prova va storta quando alcune meduse robot li attaccano, e si scopre che non facevano parte della prova e che qualcuno all'interno dei Guardiani lo aveva sabotato. Ant trova il primo pezzo dell'Ephemycron ma sfugge per un pelo all'essere divorato da una creatura gigante, poiché il pezzo è rimasto attaccato alla sua esca. Proteus, il capo dei Guardiani, sostiene di non essere riuscito a scoprire chi abbia sabotato la prova, lasciando Nereus sospettoso.

## Il fossile
La paleontologa Agnes De-Kretser invita i Nekton a vedere alcuni fossili da lei scoperti e a chiedere il loro aiuto per esplorare alcune grotte parzialmente interrate, dove pensa possano essercene altri. Tuttavia, si scopre presto che i resti trovati non sono in realtà fossili, ma ossa recenti di una gigantesca creatura simile a un coccodrillo che vive ancora nelle grotte.

## Il calamaro colossale
Kaiko causa accidentalmente un forte sbalzo di tensione mentre cambia una lampadina. Poi i Nekton trovano un calamaro gigante, apparentemente morto, ma mentre lo filmano, il calamaro e il resto del suo branco li attaccano, poiché fungeva solo da esca. Dopo che i problemi elettrici causano un incendio che quasi li costringe ad abbandonare l'Aronnax, vengono salvati da un branco di capodogli.

## Il cacciatore di mostri
Una telecamera installata da Ant cattura le foto di una strana creatura marina, e Devil Daniels, una celebrità di internet autoproclamatosi "cacciatore di mostri", si mette alla sua caccia. Si scopre che la creatura è in realtà un cavalluccio marino gigante, e i Nekton scoprono che Daniels gli ha piazzato sopra un dispositivo che emette scosse elettriche per farlo sembrare aggressivo e aumentare le visualizzazioni dei suoi video. Dopo aver salvato la creatura da Daniels, la trasferiscono in un luogo remoto dove possa rimanere indisturbata.

## Il fantasma subacqueo
L'Aronnax subisce danni mentre cerca di evitare una collisione con uno strano sottomarino. Tornano alla loro base, dove Lester, il meccanico, e il Professor Fiction iniziano i lavori di riparazione. Il figlio di Lester, Griffin, vuole partire all'avventura con Ant, ma Lester teme di farsi male. Mentre Ant e Griffin sono sulle moto d'acqua dei Nekton, il sottomarino riappare e si ferma nelle vicinanze. Mentre lo esplorano, parte e sono costretti a imparare a controllarlo e a tornare alla base senza usare attrezzature moderne.

## Il tunnel
I Nekton vengono risucchiati in uno strano tunnel sottomarino nel ghiaccio antartico, e Kaiko rimane ferita. Nereus arriva e li avverte che il tunnel è in realtà un gigantesco verme marino: esso è in fatti uno dei Monumentul, creature marine antichissime e spaventosamente enormi, e li avverte di stare attenti a non svegliarlo, in caso contrario verrebbero digeriti della creatura. Con l'aiuto di Nereus, salvano Kaiko e fuggono, evitando per un pelo di svegliare completamente la creatura.

## Faccia a faccia con l'abisso
Mentre esplorano un nuovo Blue Hole formatosi di recente, i Nekton si trovano faccia a faccia con stani fenomeni, come ad esempio delle copie loro e del rover. Dopo un iniziale smarrimento, Ant scopre che si tratta di una colonie di polpi mimetici che praticano una forma estremamente evoluta di mimetismo aggressivo. Imitano i Nekton e il loro equipaggiamento per attirarli nella loro tana. Tuttavia, riescono a malapena a sfuggire all'assalto congiunto di tutti i polpi della colonia.

## Il tesoro degli isolani
I Nekton ricevono una mappa da Dolos per andare a caccia di tesori e aiutare gli isolani di Raraku, la cui isola è stata resa deserta da calamità naturali. Tuttavia, Dolos ha dato una mappa identica anche al capitano Hammerhead, e i Nekton e i pirati si sfidano per arrivare per primi. Quando si scopre che il tesoro è in realtà una banca dei semi, Hammerhead perde interesse, ma i Nekton sanno che il tesoro è più di quanto sembri: non solo i semi permetteranno la restaurazione di Raraku, ma il contenitore è in realtà fatto d'oro.

## I piccoli Nekton
I "piccoli Nekton", un gruppo di bambini del fan club dei Nektons, salgono a bordo dell'Aronnax per assistere alla migrazione dei capodogli. Ant e Fontaine pensano che prendersi cura di bambini di otto anni sarà facile, ma le cose non vanno esattamente secondo i piani. Will e Kaiko devono aprirsi un varco attraverso un'enorme rete da posta derivante che blocca la rotta migratoria, e Ant e Fontaine devono collaborare con i piccoli Nekton per salvare un cucciolo di balena rimasto impigliato nelle nasse. Ant e Fontaine scoprono che prendersi cura dei bambini è più difficile.

## La galleria sommersa
Un dipinto viene rubato da un relitto e i Nekton vengono incastrati per il furto e arrestati. Per riabilitare la loro reputazione, Ant e Fontaine devono eludere l'Autorità Mondiale degli Oceani e infiltrarsi nella base di Sebastian Conger per recuperare il dipinto. Così facendo, trovano il secondo pezzo dell'Ephemycron e smascherano una talpa all'interno dell'Autorità Mondiale degli Oceani, ma il pezzo trovato in precedenza dai Nekton viene rubato da Conger.

## Il campo dei giganti
I Nekton trovano una colonia di ostiche giganti di dimensioni anomale, e lo stesso vale per il Capitano Hammerhead e il suo equipaggio dell'Orca Nera, che è interessato alla perla gigante contenuta nell'ostrica più grande. I tentativi di Hammerhead di rubarla fanno sì che Finn e Fontaine rimangano intrappolati all'interno, mentre un vicino vulcano sottomarino minaccia di distruggere l'intera colonia. I pirati e i Nekton devono collaborare per salvare le vongole e i loro piccoli.

## Proteus
Proteus sale a bordo dell'Aronnax e sembra ansioso di aiutarli a trovare Lemuria, ma presto i Nekton scoprono di averli attirati in una trappola: Proteus rapisce Ant, ruba il loro pezzo di Ephemycron e fugge a bordo del rover. Cerca di convincere Ant ad assemblare l'Ephemycron con i due pezzi trovati finora, ma, essendo incompleto, non funziona. Fortunatamente, arrivano i Guardiani, che avevano seguito Proteus. Tuttavia, Proteus fugge con entrambi i pezzi dell'Ephemycron.

## Il canto della sirena
Mentre esplorano una barriera corallina, Ant sente uno strano canto e crede che si tratti di una sirena. Mentre si allontanano dalla barriera, un altro pesce viene scambiato per Jeffery, che rimane indietro. Nel frattempo, i Nekton scoprono che il canto proviene dalla balena 52-hertz, una specie di balena estremamente rara. Tuttavia, Devil Daniels pensa che si tratti di una vera sirena e si mette in viaggio per catturarla, catturando inavvertitamente anche Jeffery, che aveva fatto amicizia con la balena. Dopo essere stato persuaso, Daniels accetta di prendere la balena per presentarla all'unico altro esemplare conosciuto della sua specie.

## Il pesce della malasorte
Le navi stanno scomparendo nel Mar dei Sargassi e le sparizioni sembrano legate al pesce menagramo, che si dice porti sfortuna. Dolos decide di andare a caccia di tesori, ma presto deve essere salvato dopo che la sua barca affonda poco dopo l'apparizione di un pesce menagramo. Dolos ruba il rover e l'Aronnax rimane intrappolato in una gigantesca bolla di metano. Tuttavia, Dolos si perde tra le alghe e deve lasciare che Ant lo riporti all'Aronnax. Dopo un audace piano di fuga ideato da Ant, l'Aronnax viene liberato.

## La strana migrazione
Il comandante Pyrosome chiede aiuto ai Nekton per investigare su un'inspiegabile fenomeno: numerose specie diverse vengono monitorate mentre intraprendono una migrazione molto insolita. Quando rintracciano gli animali in migrazione, scoprono che gli animali sono in realtà stati divorati da un megalodonte, che divora il rover con a bordo Will e Fontain. Il rover evita di essere divorato aggrappandosi alle branchie del megalodonte. Ant e Kaiko, abbordo dell'Aronnax, si lanciano al salvataggio, ma il compito si complica alla comparsa di un secondo megalodonte.

## Bloop
Mentre registrano il sonar dei delfini, i Nekton rilevano il Bloop, un misterioso suono subacqueo rimasto un mistero per anni. Indagando, i Nekton scoprono che la fonte del Bloop è una sorta di corallo senziente, ma è minacciata da una macchina autonoma che estrae i fondali marini. I Nekton convincono l'operatore dell'importanza del corallo, ma poi devono comunque fermarlo da soli, perché la macchina va fuori controllo. 

## Ai confini della realtà
I Nekton indagano sulla scomparsa di pesci in un'area oceanica vicino a Taiwan. Non trovando pesci nelle acque superficiali, i Nekton decidono di controllare anche la zona crepuscolare (situata a 2000 metri di profondità). Là scoprono che i pesci sono incantati dalla luce ipnotica di un gigantesco pesce abissale, che ha attirato anche tutti i pesci di una vasta area circostante. Quando Will, Kaiko e Ant rimangono uno dopo l'altro incantati dalla luce, Fontaine deve salvare la sua famiglia da sola, senza cadere a sua volta nell'incantesimo del pesce abissale.

## Il castello di Loki
Devil Daniels afferma di aver trovato una nave del tesoro vichinga nel castello di Loki, ma Hammerhead lo scopre e lo rapisce. Quando i Nekton cercano di salvare Daniels, Hammerhead cattura l'Aronnax, ma i Nekton prendono il controllo dell'Orca Nera con il tesoro a bordo. Gettando il tesoro in un vulcano, i Nekton costringono Hammerhead ad abbandonare l'Aronnax. Tornati a bordo dell'Aronnax, rivelano a Daniels di essere a conoscenza del fatto che il tesoro fosse falso e lo denunciano alle autorità per la sua frode.

## La tartaruga
Strane cose stanno accadendo sull'isola di Tartaruga. I Nekton e Nereus vanno a investigare e scoprono che l'isola sta galleggiando. Scoprendo una grotta, Ant e Fontaine vi entrano, dove incontrano Proteus che sta cercano l'ultimo pezzo dell'Ephemycron. Nel frattempo, Will, Kaiko e Nereus scoprono che l'isola è in realtà un Monumentul: una tartaruga marina gigantesca che si sta risvegliando. Gli isolani vengono evacuati; tuttavia, la tartaruga inizia a immergersi con Ant e Fontaine all'interno del suo guscio, ma Nereus riesce a convincere la tartaruga a far entrare Will e Kaiko per salvarli. Proteus cerca di convincere Ant ad assemblare l'Ephemycron, ma lui e Fontaine lo rubano. Una volta che i Nekton si sono riuniti, Fontain nota che sull'urna che custodiva il terzo pezzo vi è inciso lo stemma della loro famiglia. Nereus, allora, rivela che la ragione per cui la famiglia Nekton è sempre stata attratta sia dal mare che da Lemuria è perché essi discendono direttamente dagli antichi Lemuriani. Ant finalmente assembla l'Ephemycron, segnando sempre di più la loro vicinanza all'ambito traguardo.